# 野条清
野条 清（のじょう きよし）は、朝日放送 (ABC) の元社員。

## 経歴
長らく『パネルクイズ アタック25』など、看板番組の制作に携わっていたが、2006年4月1日付でABC初のアナウンサー出身者以外からのアナウンス部長に就任。2010年3月31日までアナウンス部長を務めた。2010年4月1日付で放送番組審議会事務局長に就任。

## 過去に担当した番組
- パネルクイズ アタック25（演出→プロデューサー）
- 新婚さんいらっしゃい!（演出） ほか

| スタブアイコン | サブスタブ | この項目は、まだ閲覧者の調べものの参照としては役立たない、人物に関連した書きかけの項目です。この項目を加筆・訂正などしてくださる協力者を求めています（P:人物伝/PJ:人物伝）。 |